# Денятино
Денятино — село в Меленковском районе Владимирской области России, административный центр Денятинского сельского поселения.

## География
Село расположено в 19 км к северу от города Меленки.

## История
В писцовых книгах 1628-1630 годов село Денятино значится разделенным на доли, принадлежащие разным помещикам, в селе была деревянная церковь Архангела Михаила. В 1843 году вместо обветшавшей Архангельской церкви в селе был построен каменный храм, престолов в новом храме было три: главный в честь Казанской иконы Божьей Матери, в трапезе во имя Архангела Михаила и преподобного Сергия Радонежского. Кроме каменного храма в Денятине существовала старинная деревянная церковь, время построения ее неизвестно, но в 1866 году она была обновлена и престол освящен вместо Казанской Божьей Матери в честь Владимирской. В 1893 году приход состоял из села Денятина и деревень: Левино, Озорново, Бойцево, Кондаково, Александрино, Марково, Боронино, Кучино, Бельково, в которых по клировым ведомостям числилось 1175 мужчин и 1311 женщин. В селе Денятине имелась мужская и женская народные земские школы, учащихся в первой в 1896 году было 70, а во второй — 35.
В конце XIX - начале XX века село входило в состав Папулинской волости Меленковского уезда. В 1859 году в деревне числилось 87 дворов, в 1905 году — 158 дворов, в 1926 году — 240 хозяйств.
С 1929 года село являлось центром Денятинского сельсовета Меленковского района, с 1954 года — в составе Левинского сельсовета, с 1969 года — вновь центр Денятинского сельсовета, с 2005 года — центр Денятинского сельского поселения. В годы Советской власти в селе также размещалась центральная усадьба совхоза «Сосновский».
До 2010 года в селе действовала Денятинская основная общеобразовательная школа.

## Население
| 1859 | 1897 | 1905  | 1926  | 2002 | 2010 | 2021 |
| ---- | ---- | ----- | ----- | ---- | ---- | ---- |
| 578  | ↗878 | ↗1011 | ↗1393 | ↘750 | ↘643 | ↗648 |

## Инфраструктура
В селе находятся детский сад №22, фельдшерско-акушерский пункт, участковый пункт полиции, отделение почтовой связи, добровольная пожарная дружина

## Достопримечательности
В селе расположена недействующая Церковь Казанской иконы Божией Матери (1843).